# Большой часослов герцога Беррийского

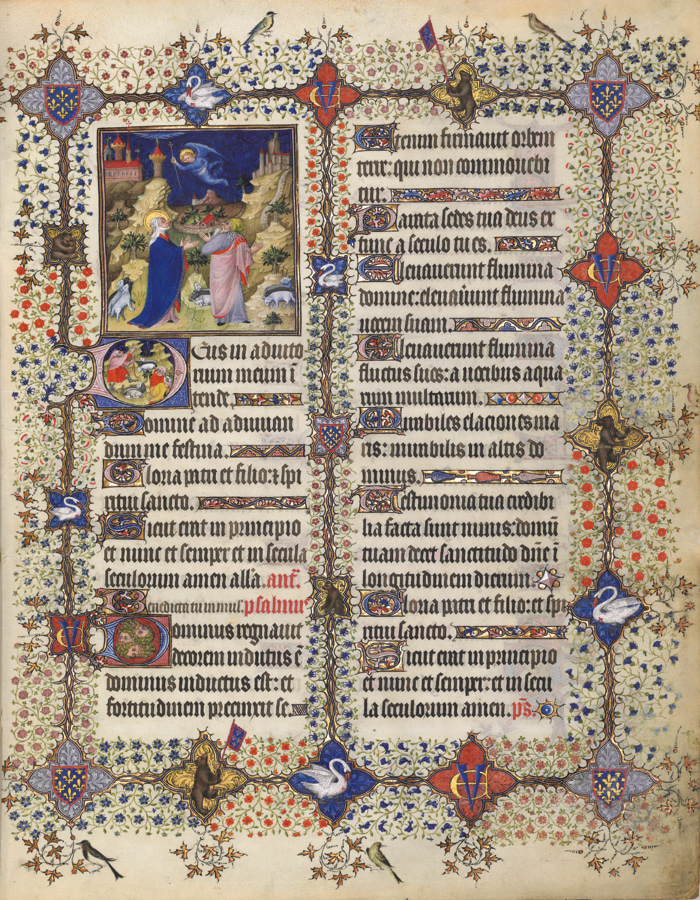
Псевдо-Жакмар де Эсден, Послание ангела Иоакиму и Анне

«Большой часослов герцога Беррийского» (фр. Les Grandes Heures du duc de Berry) — часослов, выполненный по заказу герцога Жана Беррийского в 1407—1409 годах. В настоящее время рукопись, большие миниатюры которой утрачены, хранится в Национальной библиотеке Франции (инв. № ms. lat. 919). Единственная сохранившаяся большая миниатюра из часослова «Несение креста», приписываемая Жакмару де Эсдену, находится в Лувре.

## История создания

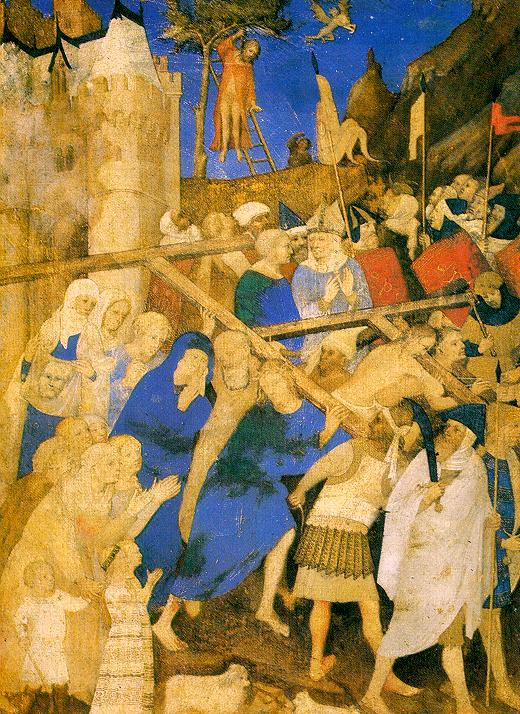
Несение креста. Большая миниатюра из часослова. Лувр

В 1407 году герцог Беррийский заказывает часослов больших размеров (400×300 мм). Художник Жакмар де Эсден, служивший у герцога с 1384 года, выполнил для этого манускрипта миниатюры в полную страницу. Над книгой работали также другие мастера, среди которых в настоящее время искусствоведы называют Псевдо-Жакмара де Эсдена, автора большей части малых миниатюр, инициалов и украшений. Некоторые иллюстрации приписываются Мастеру Часослова Бедфорда и Мастеру Часослова Бусико. Художники, работавшие над «Большим часословом», заимствовали стилистические элементы из «Часослова Жанны д’Эврё», называемого ещё «Часословом Пюселя», находившегося в то время в собрании герцога Беррийского.
Благодаря записи, сделанной Ж. Фламелем, секретарём и каллиграфом герцога, известна дата окончания работы над часословом — 1419 год. Уже после смерти герцога рукопись получила богатый переплёт, украшенный драгоценными камнями. При описи наследства герцога часослов был оценён в 4000 турских ливров. Позднее король Карл VIII, ставший владельцем часослова, заказал для него новый переплёт. Известно, что 1518 году манускрипт ещё не был разделён. Со временем большие миниатюры были утрачены, единственная иллюстрация для часослова из цикла — «Несение креста» — приобретена Лувром из собрания Тёрнера в 1930 году. По мнению исследователей Казеля и Ратхофера:

Утрата больших миниатюр тем более досадна, что их автором предположительно является Жакмар де Эсден, прибегнувший при создании этой рукописи к чрезвычайно большим форматам, чтобы свободно реализовать всё своё умение.

## Содержание часослова
В настоящее время в манускрипте 252 страницы, в том числе 212 миниатюр. Часослов содержит следующие разделы:
- Календарь (fol. 1–6)
- Часы Девы Марии (fol. 8–42)
- Семь покаянных псалмов и Литании всех святых (fol. 45–52)
- Канонические часы Святого креста (f.53-55) и Канонические часы Святого Духа (f.56–58)
- Богослужение Страстей Господних (F.61-85) и Богослужение Святому Духу (f.86–101)
- Поминовение умерших (f.106–123)

Сорок пять больших миниатюр было изъято из рукописи (дата разделения часослова неизвестна). Одна из больших иллюстраций сохранилась — это «Несение креста», приписываемое кисти Жакмара де Эсдена, которая должна располагаться перед листом 71 (Богослужение Страстей Господних, секста).